# Saab Safari
Il Saab MFI-15 Safari è un aereo da addestramento basico, monomotore, biposto e monoplano ad ala alta a freccia negativa. Fu progettato dall'azienda aeronautica svedese AB Malmö Flygindustri (MFI) nei tardi anni sessanta e successivamente sviluppato anche dalla divisione aeronautica della Saab, che nel frattempo aveva acquisito la MFI.
Inizialmente destinato al mercato dell'aviazione generale, dopo l'interesse dimostrato anche in ambito militare il Safari venne sviluppato in una specifica versione armata, identificata come Saab MFI-17 Supporter, modello realizzato su licenza in Pakistan dalla Pakistan Aeronautical Complex (PAC), il PAC IFM-17 Mushshak.

## Storia del progetto
A metà degli anni sessanta la AB Malmö Flygindustri (MFI) iniziò a valutare la produzione di un nuovo modello da offrire sul mercato dell'aviazione civile da diporto nel ruolo di aereo da addestramento basico che potesse anche soddisfare le richieste del mercato militare per un multiruolo leggero non armato in grado, oltre alla formazione di nuovi piloti, di essere utilizzato come aereo da collegamento. Il velivolo riproponeva, in scala leggermente maggiorata, l'impostazione del Malmö MFI-9: monomotore con cabina di pilotaggio a due posti affiancati dotata di doppi comandi e, dietro i sedili, di spazio per il bagaglio o su richiesta di un terzo sedile, carrello d'atterraggio fisso, velatura monoplana caratterizzata dalla posizione medio alta a fianco della cabina, controventata da due robusti diagonali e con una freccia alare leggermente negativa ed impennaggio classico monoderiva. Nelle intenzioni dell'azienda fu valutata la possibilità di proporre il modello alla flygvapnet, l'aeronautica militare svedese, e all'armén, l'esercito, come potenziale sostituto del Piper L-21B allora in linea.
Nel marzo 1968 la MFI venne acquistata dalla Saab la quale, dichiarandosi interessata al progetto, decise di proseguire il lavoro di sviluppo concretizzandolo in un prototipo, identificato come MFI-15 (SE-301) e seriale 15001, equipaggiato con un motore Avco Lycoming IO-320-B2, un quattro cilindri contrapposti raffreddato ad aria da 160 hp (120 kW) portato in volo per la prima volta l'11 luglio 1969. Durante le prime fasi di prove in volo si riscontrò che i piani orizzontali erano soggetti a danneggiarsi per il sollevamento di pietrisco nelle fasi di decollo ed atterraggio, per cui il prototipo venne modificato introducendo una configurazione a T e nel contempo equipaggiandolo con una motorizzazione dalla maggior potenza disponibile, lo IO-360-A1B6 dotato di iniezione da 200 hp (150 kW).
Il prototipo nella sua nuova configurazione venne riportato in volo il 26 febbraio 1971 ottenendo i risultati sperati e, dato il successo, venne avviato alla produzione in serie con la designazione "MFI-15 Safari". Il modello venne offerto anche con una diversa configurazione del carrello, con ruotino di coda invece che triciclo anteriore, tuttavia non è chiaro se siano mai stati venduti velivoli in questa configurazione.
La maggior parte dei Safari sono stati venduti sul mercato dell'aviazione generale, acquistati per uso privato, tuttavia due (quattro secondo altra fonte) sono stati venduti alle forze aeree della Sierra Leone in qualità di addestratori dei loro piloti militari, attività svolta solo per pochi anni in quanto rivenduti. Nel 1981 la Norvegia acquistò 16 Safari destinati alle scuole di pilotaggio del Kongelige Norske Luftforsvaret che andarono a sostituire i propri Saab 91 Safir oramai a fine vita operativa, integrati da altri tre nel periodo 1982-1983 più altri quattro nel 1987 per un totale di 23 esemplari.
Al fine di rendere il Safari ancora più interessante per il mercato dell'aviazione militare, nel 1972, la Saab modificò un Safari per essere utilizzato come aereo da attacco al suolo leggero in grado di essere equipaggiato con un carico bellico totale di 300 kg da ripartire su sei piloni subalari e di operare in missioni controguerriglia (COIN). Tra l'armamento previsto vi erano pod per razzi non guidati, pod dotati di mitragliatrici binate (uno per lato) o sei missili filoguidati anticarro Bantam. In questa configurazione il prototipo venne portato in volo con successo per la prima volta in 6 luglio 1972 e avviato alla produzione in serie come "MFI-17 Supporter".
Il nuovo modello venne acquistato sia dalla Danimarca, dove andò ad integrare il Safari nei reparti della Flyvevåbnet, e dallo Zambia.
La produzione, attestata su circa 250 esemplari tra Safari e Supporter, ebbe termine negli anni settanta, con la maggior parte dei velivoli acquistati da clienti privati. Successivamente il Pakistan acquisì 18 MFI-17 Supporter di produzione Saab più parti provenienti da kit utilizzati dalla Pakistan Aeronautical Complex (PAC) per assemblare altri 92 esemplari, integrati da un secondo lotto di 149 unità costruite dalla PAC. I modelli vennero ridesignati localmente Mushshak. Nel 1981 il Pakistan riuscì ad acquistare la licenza per la produzione locale dei Supporter.

## Utilizzatori

### MFI-15
Zambia
- Zambia Air Force

20 MFI-15-200A ricevuti tra il 1975 e il 1977.

### MFI-17 Supporter
Arabia Saudita
- Royal Saudi Air Force

20 MFI-17 consegnati tra il 2004 e il 2007.
 Danimarca
- Flyvevåbnet

28 MFI-17 consegnati, 20 in servizio al maggio 2019.
- Hæren

opera con 9 esemplari
 Norvegia
- Kongelige Norske Luftforsvaret

opera con 23 esemplari
 Pakistan
- Pakistani Fida'iyye

opera con oltre 100 esemplari di MFI-17 Supporter
 Sierra Leone
- Sierra Leone Defence Force

opera con 2 esemplari

### IFM-17 Mushshak
Azerbaigian
- Azərbaycan hərbi hava qüvvələri

10 MFI-395 ordinati a luglio 2017 e consegnati in due lotti da 5 tra luglio 2018 e dicembre 2019.
 Iran
- Niru-ye Havayi-ye Artesh-e Jomhuri-ye Eslami-e Iran

25 MFI-17 consegnati.
 Nigeria
- Nigerian Air Force

10 ordinati nel 2016 e tutti in servizio all'ottobre 2018.
 Oman
- Al Quwwat al-Jawwiya al-Sultanya al-Omanya

opera con 8 esemplari
 Pakistan
- Pakistani Fida'iyye

18 esemplari ricevuti direttamente dalla Saab nel 1974-1976, 92 prodotti localmente, ed ulteriori 150 prodotti su licenza, dal 1981 al 1997, con alcune modifiche. Dal 2001 150 esemplari sono stati aggiornati allo standard Super Mushshak con nuova avionica e motorizzazione.
 Siria
- Al-Quwwat al-Jawwiyya al-'Arabiyya al-Suriyya

opera con 6 esemplari
 Turchia
- Türk Hava Kuvvetleri

52 MFI-395 ordinati nel 2016. Previste per il 2020, le consegne dei primi due esemplari sono state effettuate nelle prime due settimane di ottobre 2022.

### MFI-395
Iraq
- Al-Quwwat al-Jawwiyya al-'Iraqiyya

12 MFI-395 ordinati a settembre 2021. Primi due esemplari consegnati il 17 aprile 2023, più ulteriori due esemplari consegnati il 19 aprile successivo. Ulteriori quattro esemplari consegnati il 18 gennaio 2024.
 Qatar
- Qatar Emiri Air Force

8 MFI-395 acquistati nel 2017.
 Zimbabwe
- Air Force of Zimbabwe

12 MFI-395 ordinati a maggio 2024.

## Velivoli comparabili
Finlandia
- Valmet L-70 Vinka